# Seshesh

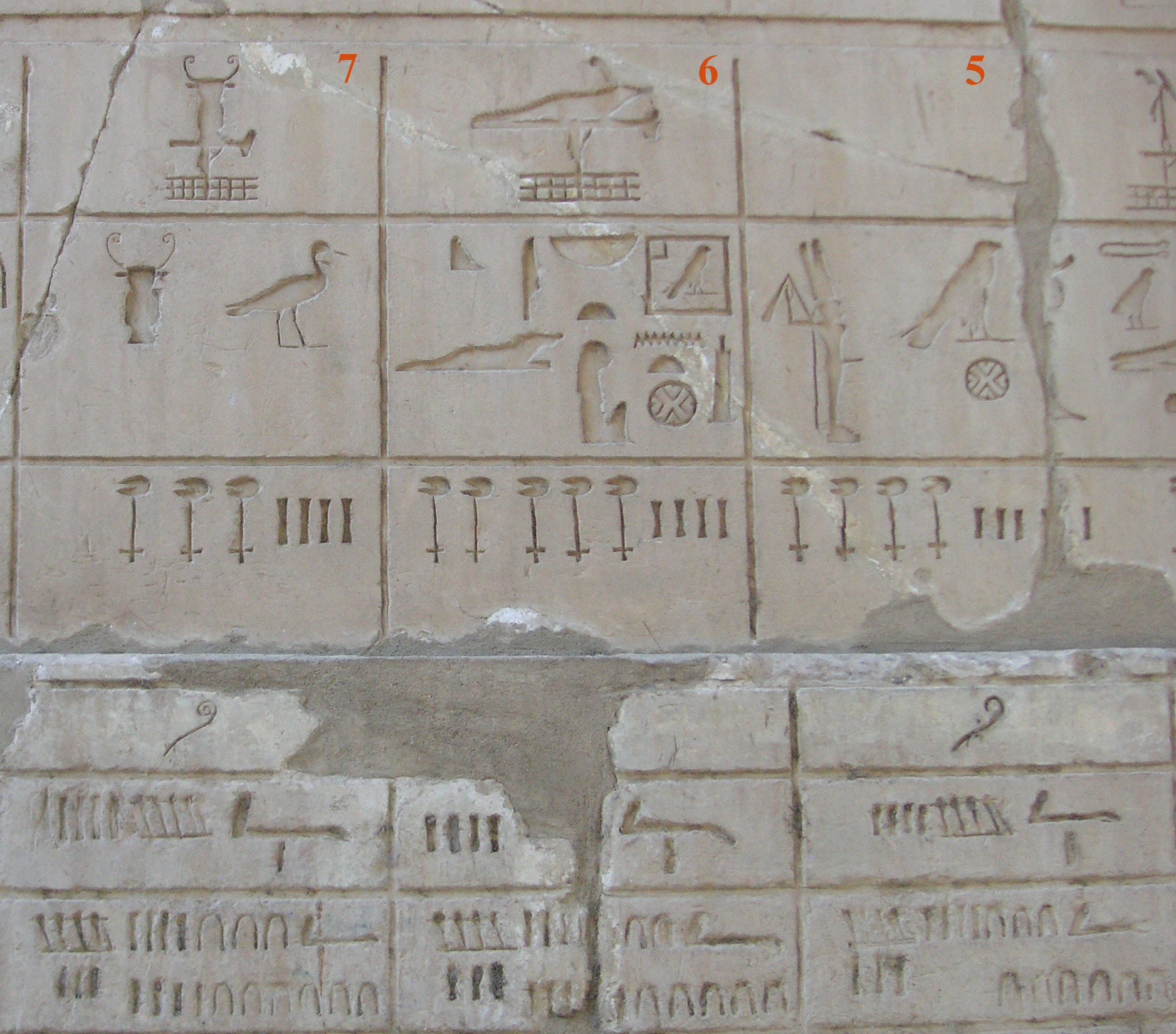
Seshesh, län 7 på "Vita kapellets" vägg i Karnak.

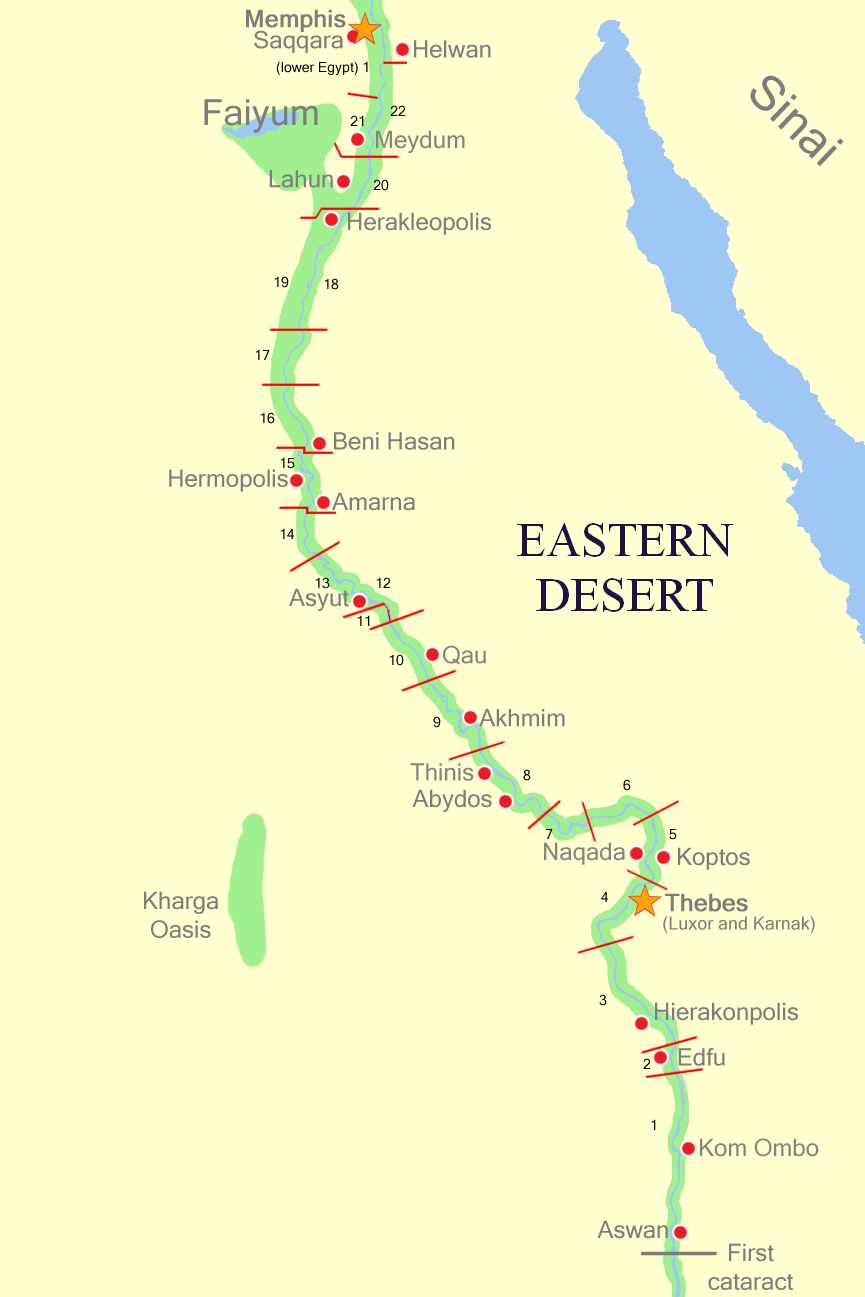
Lägeskarta över nomoi i Övre Egypten.

Seshesh ("Sistrum") var ett av de 42 nomoi (länen) i Forntida Egypten.
| Y8 · R12 · N24 |

Seshesh med hieroglyfer.

## Geografi
Seshesh var ett av de 22 nomoi i Övre Egypten och hade nummer 7.
Länets yta var cirka 3 cha-ta (cirka 7,5 hektar, 1 cha-ta motsvarar 2,75 ha) med en längd om cirka 4 iteru (cirka 42 km, 1 iteru motsvarar 10,5 km).
Niwt (huvudorten) var Hut-Sekhem/Diospolis Parva (dagens Hu).

## Historia
Varje län styrdes av en nomark som officiellt lydde direkt under faraon.
Varje Niwt hade ett Het net (tempel) tillägnad områdets skyddsgud och ett Heqa het (nomarkens residens).
Länets skyddsgud var Bat och bland övriga gudar dyrkades Isis och Horus.
Idag ingår området i guvernementet Qena.